# بريد تركمان
تركمان بوست (بالتركمانية: Türkmenpoçta)‏، هو مشغل البريد الوطني لتركمانستان. والشركة المسؤولة عن تسليم البريد وإصدار الطوابع البريدية. وهي عضو في الاتحاد البريدي العالمي منذ 26 يناير 1993. تقع مقرها في عشق أباد عاصمة تركمانستان.

## روابط خارجية
- الموقع الرسمي